# Horrible Bosses
Horrible Bosses (bra: Quero Matar Meu Chefe; prt: Chefes Intragáveis) é um filme americano de 2011, do gênero comédia, dirigido por Seth Gordon.
O filme teve a sua pré-estreia em Los Angeles no dia 30 de junho de 2011 e estreou no dia 8 de julho de 2011. O script de Markowitz foi comprado pela New Line Cinema em 2005 e ficou em um processo de pré-produção por seis anos. Só em 2010, o roteiro foi re-escrito e o filme veio a ser produzido.
Foi uma grande surpresa em suas expectativas financeiras, arrecadando cerca de US$28 milhões em seu primeiro final de semana, atingindo o 2º lugar nos filmes que mais arrecadaram naquele final de semana, além de ter sido o filme de humor negro que mais rendeu bilheterias de todos os tempos.
O filme foi recebido com críticas positivas, sendo que vários críticos elogiaram a escolha e preparação do elenco, argumentando  também a característica única de cada protagonista. O roteiro, por sua vez, foi recebido com opiniões mistas, contrastando os críticos que sentiram que o filme era negro, engraçado e explorou certamente suas premissas, assim como os críticos que acharam que as piadas eram racistas, homofóbicas e misógina.

## Sinopse
Para Nick (Jason Bateman), Kurt (Jason Sudeikis) e Dale (Charlie Day), a única coisa que faria a rotina diária mais tolerável seria transformar seus intoleráveis chefes em pó. Demissão não é uma opção para eles, portanto, com os benefícios gerados por um pouco de bebida forte a mais e alguns conselhos dúbios vindos de um consultor especializado – um ex-presidiário –, os três amigos desenvolvem um plano torcido e aparentemente à prova de falhas para se livrarem dos seus empregadores... De uma vez por todas! Só existe um pequeno problema: mesmo os melhores planos são tão infalíveis como o cérebro que está por trás deles.

## Elenco
- Jason Bateman como Nick Hendricks
- Charlie Day como Dale Arbus
- Jason Sudeikis como Kurt Buckman
- Jennifer Aniston como Dr. Julia Harris, D.D.S.
- Kevin Spacey como Dave Harken
- Colin Farrell como Bobby Pellitt
- Jamie Foxx como Dean "Mete-A-Mãe" Jones
- Donald Sutherland como Jack Pellit

## Lançamento

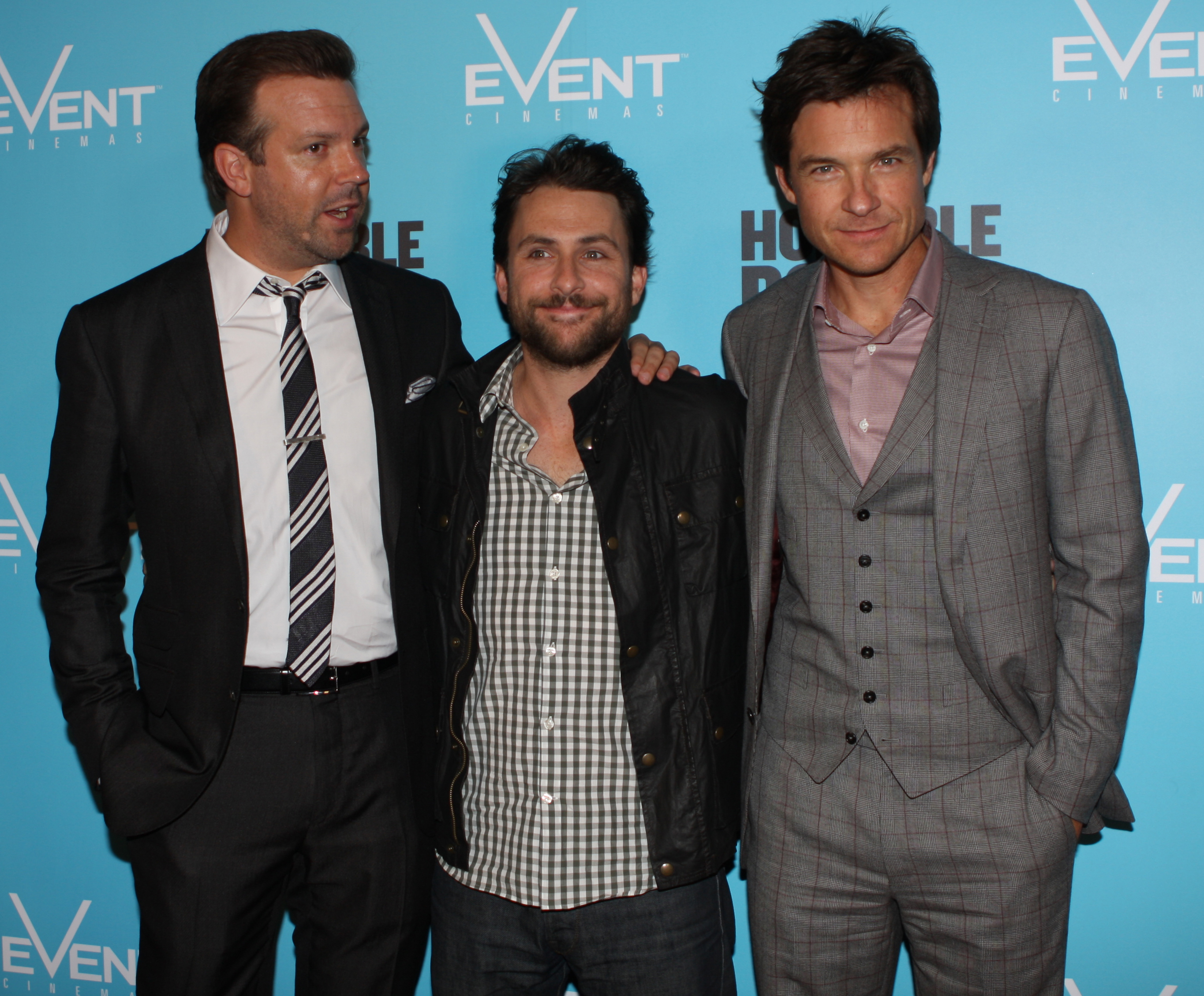
Jason Sudeikis, Charlie Day e Jason Bateman na estreia em Sydney em agosto de 2011

A estreia mundial de Horrible Bosses ocorreu em 30 de junho de 2011, no Grauman's Chinese Theatre em Hollywood, Califórnia.

### Bilheteria
Horrible Bosses arrecadou US$ 117,5 milhões (56%) na América do Norte e US$ 92,3 milhões (44%) em outros territórios para uma receita bruta mundial de US$ 209,8 milhões, contra seu orçamento de US$ 35 milhões.

### Recepção da crítica

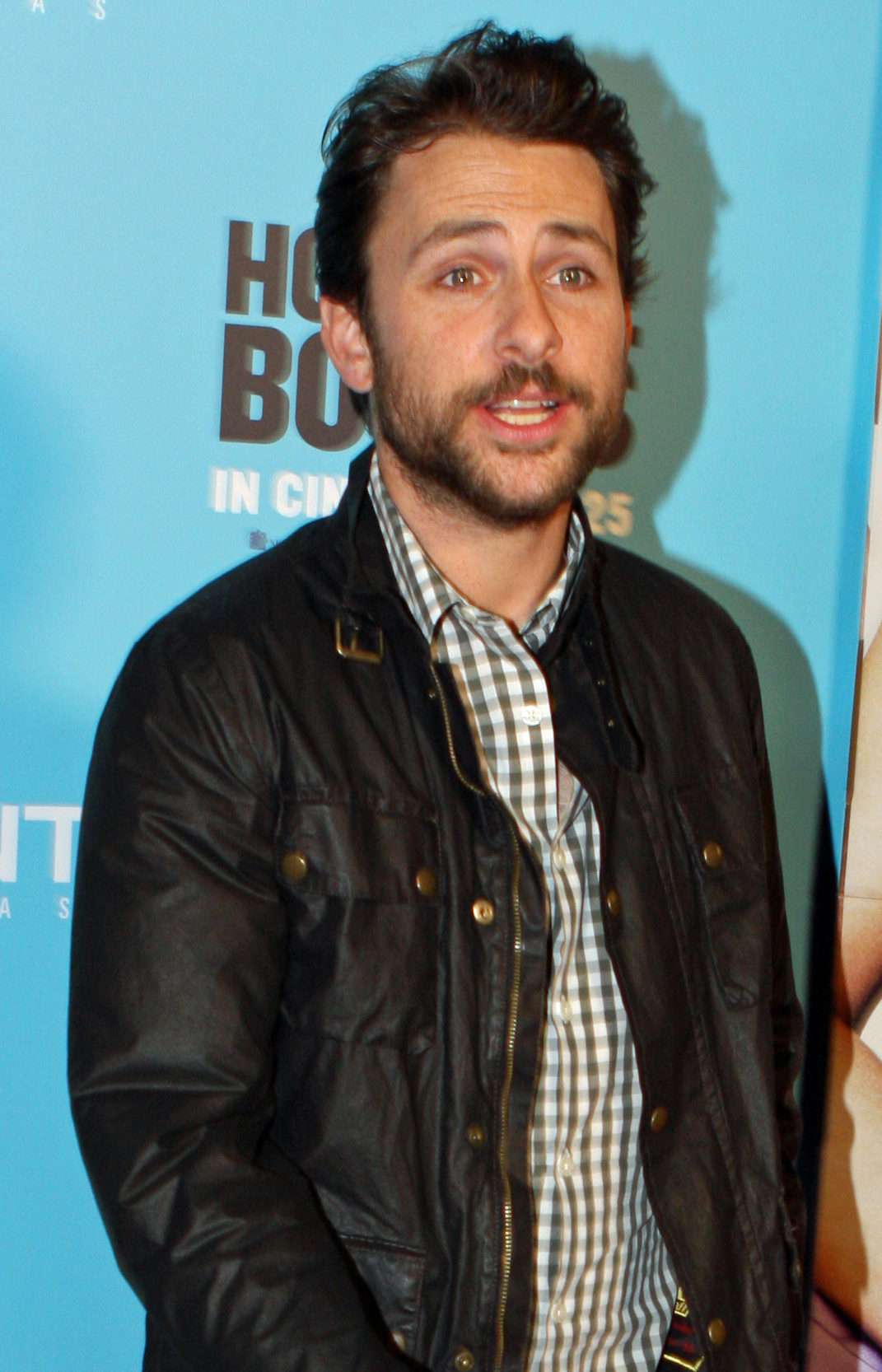
Charlie Day foi elogiado por vários críticos por sua atuação

Horrible Bosses recebeu críticas geralmente positivas dos críticos. No Rotten Tomatoes, o filme detém um índice de aprovação de 69% com base em 224 críticas, com nota média de 6,3/10. O consenso crítico do site diz: “É desagradável, desigual e longe de ser original, mas graças a um elenco bem montado que tira o máximo proveito de uma premissa sólida, Horrible Bosses funciona.” O agregador de críticas Metacritic deu ao filme uma pontuação de 57 em 100, com base em 40 críticos, indicando “críticas mistas ou médias”. No CinemaScore, o público deu ao filme uma nota média de “B+” em uma escala de A+ a F.
 Os membros do público masculino deram ao filme um “A−” em comparação com as mulheres, dando-lhe uma classificação média de “B+”.